# 1683 en philosophie
Chronologie de la philosophie
- 1679
- 1680
- 1681
- 1682
- 1683
- 1684
- 1685
- 1686
- 1687

L’année 1683 a été marquée, en philosophie, par les événements suivants :

## Publications
- Antoine Arnauld :   La logique ou L'art de penser : contenant outre les règles communes, plusieurs observations nouvelles, propres à former le jugement. Paris : G. Desprez, 1683. Texte en ligne

- Pierre Bayle :  Critique de l’histoire du calvinisme du Père Maimbourg, 1683.

- Charles Blount : Religio laïci.

- Pierre Cally : Primum philosophiæ perficiendæ rudimentum, anthropologia sive tractatio de homine, Caen, chez J. Cavelier, 1683.

- René Fédé : Méditations métaphysiques de l'origine de l'âme, sa nature, sa béatitude, son devoir, son désordre, sa restauration, s.l., 1683.

- Jakob Thomasius : Orationes.